# Ricardo Teixeira (Fußballfunktionär)

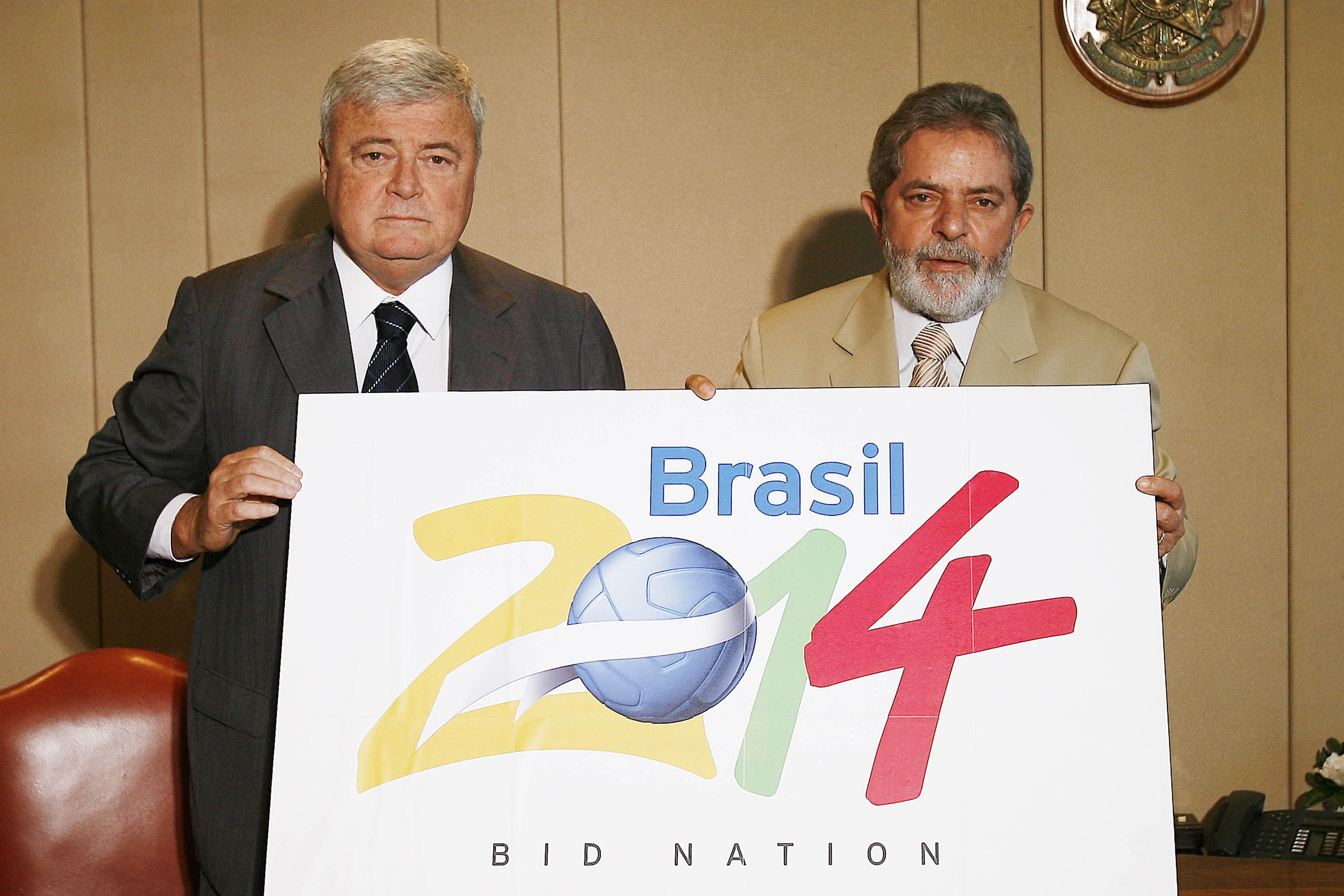
Ricardo Teixeira (links) und der brasilianische Staatspräsident Lula.

Ricardo Terra Teixeira (* 20. Juni 1947 in Carlos Chagas, Minas Gerais) ist ein brasilianischer Sportfunktionär. Er war von 1989 bis 2012 Präsident des brasilianischen Fußball-Nationalverbands (CBF) sowie von 1994 bis 2012 Mitglied des FIFA-Exekutivkomitees. Unter Teixeiras Führung erhielt der CBF am 30. Oktober 2007 vom FIFA-Exekutivkomitee den Zuschlag für die Ausrichtung der Fußball-Weltmeisterschaft 2014. Im Laufe seiner Karriere wurde er mehrfach mit dem Vorwurf der Korruption, Steuerhinterziehung und Geldwäsche konfrontiert und zog sich schließlich aufgrund erwiesener Schmiergeldannahmen aus dem Führungskreis der FIFA zurück.

## Privat
Teixeira studierte Recht in Rio de Janeiro, als er 1966 im Alter von 19 Jahren Lúcia, die Tochter des seinerzeitigen Präsidenten des brasilianischen Fußballverbandes João Havelange, heiratete. Die Ehe wurde 1997 geschieden. Beim 1974 erstgeborenen Sohn Ricardo Teixeira Havelange wurde der Nachname der Mutter nachgestellt, also als Hauptname deklariert. Außerdem hat er mit ihr noch einen weiteren Sohn und eine Tochter, die Direktorin für strategische Planung und organisatorische Unterstützung im Organisationskomitees der Fußball-Weltmeisterschaft 2014 in Brasilien war.

## Karriere als Funktionär
Teixeira wurde am 16. Januar 1989 zum 18. Präsidenten des CBF gewählt. Er trat damit die Nachfolge von Octávio Pinto Guimarães an. Bei der Wahl setzte er sich gegen Nabi Abi Chedid durch. Am 12. März 2012 trat er aus gesundheitlichen Gründen von seinem Amt zurück. Sein Nachfolger wurde José Maria Marin. Wenige Tage später, am 19. März 2012, legte er auch sein Amt als Mitglied des FIFA-Exekutivkomitees nieder.
Die Laufbahn Teixeiras als Verbandsobmann war von Skandalen wie Vetternwirtschaft, Spesenreiterei, unverzollten Einfuhren und dergleichen gepflastert. Bereits seine Wahl zum Präsidenten des CBF soll ihm mit Manipulationen geglückt sein. Er soll den Präsidenten der Fußballverbände aus den einzelnen Bundesstaaten Versprechungen gemacht haben. So rief er den Copa do Brasil ins Leben, damit es einen nationalen Wettbewerb gäbe, an dem jeder Bundesstaat teilnehmen konnte, welches durch die nationale Meisterschaft nicht gegeben war. In den 1990er Jahren nutzte Teixeira Geld aus dem Fußball, um politische Vereinbarungen zu treffen und Unterstützung zu leisten. Der CBF begann, Kampagnen für Bürgermeister, Gouverneure, Stellvertreter und Senatoren über die Verbände zu finanzieren. Ricardo Teixeira genehmigte Spenden an staatliche Stellen, die das Geld an Kandidaten überwiesen. Ein regelmäßiger Zustrom, der während der Wahlperioden erheblich zunahm. In den letzten vier Monaten des Jahres 1998, dem Jahr der Staats- und Präsidentschaftswahlen, beliefen sich die Überweisungen der CBF an die Verbände auf nahezu 500.000 Reais pro Monat, verglichen mit 300.000 Reais im Rest des Jahres. Die Logik wiederholte sich im Jahr 2000, dem Jahr der Kommunalwahlen.
Dieses Verhalten des CBF führte dazu, dass zwischen 2000 und 2001 im Senat eine parlamentarische Untersuchungskommission (CPI) für die Beziehungen von Teixeira zu Verbänden und Vereinen sowie zu den bestehenden Verträge zwischen zum Sportartikelhersteller Nike. Der CPI erstellte einen 951-seitigen Bericht, in dem Teixeira belastet wurde. Dank der sogenannten „bancada da bola“ (Ballbank), einer mit dem CBF verbündeten Politikergruppe im Nationalkongress, wurde er jedoch nicht sanktioniert. 2001 wurde bekannt, dass sein damalige Stellvertreter im CBF und Präsident des CR Vasco da Gama, Eurico Miranda, die Gruppe leitete und für seinen Schutz sorgte.
Im Zuge des Korruptionsskandals um die 2001 in Insolvenz gegangene Sportvermarktungsagentur International Sport and Leisure stellte die Staatsanwaltschaft des Kantons Zug am 11. Mai 2010 mittels Einstellungsverfügung fest, dass er und sein damaliger Schwiegervater João Havelange jahrelang Schmiergelder in Höhe von 21,9 Millionen Schweizer Franken erhalten hatten.
Im Zuge der WM-Vergabe nach Brasilien sorgte Teixeira mit verdrehten Wahrheiten und verbalen Aussetzern für Irritationen. Er stand außerdem mehrfach im Blickpunkt von parlamentarischen Untersuchungsausschüssen. Mit dem Organisationskomitee der Fußball-Weltmeisterschaft 2014 (COL) soll er zusammen mit dem CBF einen Vertrag ausgehandelt haben, wonach er an einem anfälligen Gewinn zur Hälfte beteiligt, ein Verlust aber vom CBF zu 99,99 Prozent getragen würde. 2011 prahlte er, er könne „jede Untat begehen, die [er] will“.